# Лужники (малая спортивная арена)
Малая спортивная арена Олимпийского комплекса «Лужники» (ранее Центрального стадиона им. В. И. Ленина) — крытый стадион вместимостью 8700 мест, расположенный в Москве. 

## История
Арена была построена в 1956 году в СССР. Изначально была открытой и оснащена деревянными скамейками, рассчитанными на 15,5 тысяч зрителей.
К Олимпийским играм 1980 года была кардинально перестроена, чтобы соответствовать требованиям к проведению международных соревнований. Было устроено перекрытие, создана остеклённая галерея по периметру, спортивная площадка была оснащена установкой для искусственного льда. Она принимала волейбольные соревнования на летних Олимпийских играх 1980 года. 
На ней также проходили соревнования в рамках летней Универсиады 1973 года, Игр доброй воли 1986 года, Спартакиад народов СССР и других турниров.
В 2000—2015 годах — домашняя арена московского хоккейного клуба «Динамо». В это время была проведена вторая реконструкция арены: установлена новая хоккейная коробка, отремонтирована плита основания и заменена система охлаждения. В 2007 году были заменены старые пластиковые сидения на новые и установлены табло.

## Характеристики
МСА Лужники представляет собой здание со следующими размерами в метрах: 146х100х16.
- Игровое поле: 80х36м.
- Ледовая площадка: 60х31м.
- Вместимость трибун: 8512 зрителей.